# 카토 카즈히코
가토 가즈히코(加藤 和彦, 1947년 3월 21일 ~ 2009년 10월 17일)는 일본의 작곡가, 가수이다. 1960년대 후반 음악 그룹 더 포크 크루세이더스의 구성원으로 활동을 시작했다.
2009년 10월 17일 아침에 나가노현 가루이자와의 호텔에서 자살한 것이 발견됐다.

## 수상
- 2004년 제60회 마이니치 영화 콩쿠르 - 음악상 (박치기!)